# Мотоманёвренная группа
Моторизованная манёвренная группа (Мотоманёвренная группа, МанГруппа, ММГ) — тактическое подразделение особого назначения резерва Пограничных войск КГБ СССР (до октября 1991 года), Пограничных войск Комитета по охране государственной границы СССР (октябрь 1991 года — октябрь 1992 года), Пограничных войск Министерства безопасности России (1992-1993гг), Пограничных войск Федеральной Пограничной Службы России (1994-2003гг), Пограничной службы ФСБ России (2003-2005гг), Пограничных войск Республики Казахстан, Пограничных войск Киргизии, Пограничной службы Комитета национальной безопасности Республики Казахстан, Государственной пограничной службы Киргизии. 
Подразделение предназначено для усиления пограничных подразделений в период обострения обстановки на отдельных участках Государственной границы, а также для действий по пресечению вооружённых и невооружённых провокаций, отражения вторжения на территорию государства разведывательно-диверсионных подразделений, незаконных вооружённых формирований, в том числе для решения любых служебно-боевых задач при обострении обстановки на Государственной границе и приграничной территории государства. 
ММГ — подразделения пограничных войск, имеющие повышенную боеспособность, усиленные бронетехникой, укомплектованные усиленным вооружением. 
Начиная с 2005 года подразделения маневренных групп, ранее именовавшихся ММГ и ДШМГ, носят название — Отделы мобильных действий Пограничной службы ФСБ России (ОМД ПС ФСБ России)

## История
С 1925 г. в состав пограничных комендатур входят резервные заставы, а в пограничные отряды манёвренные группы. В структуре погранвойск на основании приказа ОГПУ № 207/97 от 27 августа 1925 г. появилось новое звено — манёвренная группа численностью от 100 до 300 человек. Манёвренные группы входили в состав отрядов на правах комендатуры, выполняли роль боевого резерва и предназначались для борьбы с диверсионными группами и вооружёнными бандами. Оперативное руководство манёвренной группой поручалось помощнику начальника погранотряда по оперативной части.

### Роль ММГ на войне в Афганистане
С началом Афганской войны руководство Пограничных войск КГБ СССР столкнулось со следующей сложной проблемой. Все банды на территории Афганистана стали воспринимать СССР как враждебное государство. Обычная практика по охране Государственной границы СССР, заключавшаяся в патрулировании и наблюдении за линией границы, не давала гарантии по безопасности в приграничной зоне для мирного советского населения. Возникла острая необходимость в присутствии пограничников на территории соседнего государства. Причём присутствие должно было осуществляться на значительном удалении от афгано-советской границы. То есть Государственная граница СССР должна была охраняться и обороняться по обе стороны пограничной линии.
В составе шести пограничных отрядов Краснознамённого Среднеазиатского пограничного округа и Оперативно-войсковой группы Краснознамённого Восточного Пограничного Округа были сформированы внештатные специальные подразделения, которые выполняли функции сторожевого охранения в приграничной полосе Афганистана.
От каждого пограничного отряда направлялись на постоянную дислокацию на территорию Афганистана на глубину до 100 километров штатные мотоманёвренные группы. Каждый пограничный отряд в зоне афгано-советской границы включал в себя от 3-х до 6-ти ММГ, одну ДШМГ, подразделения боевого, технического и тылового обеспечения.

… Исходя из осложнения обстановки на среднеазиатской границе, особенно на таджикском участке, 22 декабря 1981 г. ЦК КПСС принимает постановление П32/81 о вводе в страну специальных подразделений пограничных войск КГБ СССР уже общей численностью до 8 тысяч человек на глубину до 100 км, включая провинциальные центры…— Пограничные войска СССР в войне в Афганистане
Боевая деятельность ММГ заключалась в патрулировании и в разведывательно-поисковых действиях в зонах ответственности. Базировались ММГ на сторожевых заставах, оборудованных как в 40 А.
После организационных реформ, проведённых в Пограничной службе ФСБ России во второй половине первого десятилетия 2000-х годов, мотоманёвренные группы были реорганизованы в Отделы мобильных действий (ОМД). Которые, в настоящее время, являются прямыми наследниками мотоманёвренных групп ПВ КГБ СССР и мотоманёвренных групп ФПС России.

## Состав
Примерный состав мотоманёвренной группы ПВ КГБ СССР: управление ММГ, три-четыре пограничные заставы в составе ММГ, взвод связи, взвод материального обеспечения, противотанковый взвод, инженерно-саперный взвод, разведвзвод (взвод войсковой разведки — ВВР), минометный взвод или миномётная батарея, медицинский пункт.
- Основной боевой единицей мотоманёвренной группы являлась пограничная застава, состоящая из 5 экипажей БТР или БМП, отделения управления пограничной заставой, технического отделения (прожекторный расчёт, расчет РЛС), отделения сапёров с миноразыскными собаками. Отдельные пограничные заставы мотоманёвренной группы усиливаются минометными расчётами (взводами), противотанковыми расчётами, передвижными узлами связи на базе БТР. В состав усиленных пограничных застав, находящихся в составе манёвренных групп, могут включаться и другие технические и военные специалисты (разведчики, медики и так далее). Личный состав мотоманёвренных групп имеет на вооружении автоматическое оружие, снайперские винтовки, автоматические гранатомёты АГС-17. Командование пограничной заставой мотоманёвренной группы возлагается на начальника заставы и двух заместителей, за материально-техническое обеспечение отвечает старшина пограничной заставы.
- Минометная батарея мотоманёвренной группы состоит из шести миномётных расчётов, вооружённых каждый 82-мм и 120-мм миномётами, передвигающихся на автомобилях Урал-4320, ЗиЛ-131 (примечание: для передвижения личного состава предназначен грузовой полноприводный двухосный автомобиль Газ-66).
- Противотанковый взвод мотоманёвренной группы состоит из трёх расчётов СПГ-9, передвигающихся на автомобилях Урал-4320, ЗиЛ-131.
- Инженерно-сапёрный взвод мотоманёвренной группы оснащается миноискателями, щупами, специально обученными миноразыскными собаками, бронетехникой.
- Разведвзвод мотоманёвренной группы оснащается БТР или БМП.
- Взвод связи мотоманёвренной группы оснащается передвижными узлами связи на базе БТР-80 или БМП-3, Р-142, ЗиЛ-131.
- Взвод материально-технического обеспечения мотоманёвренной группы имеет несколько грузовиков Урал-4320 и ЗиЛ-131, автоцистерну для воды, топливозаправщики, прицепы (в том числе полевую кухню), мостоукладчики (БАТ) и другую специальную военную технику и специальное оборудование.

Штат мотоманёвренной группы составляет 200—300 человек, что примерно соответствует батальону.

## Правовая основа деятельности
Правовая основа и принципы деятельности мотоманёвренных групп Пограничной службы России регулируется «Законом о Государственной границе Российской Федерации». В СССР правовая основа и принципы деятельности мотоманёвренных групп регулировались «Законом о Государственной границе СССР».